# Joe Carter
Joseph Chris Carter (Oklahoma City, Oklahoma, 7 de marzo de 1960), más conocido como Joe Carter, es un exjugador profesional estadounidense de béisbol que se desempeñó en la posición de jardinero izquierdo en las Grandes Ligas de Béisbol (MLB). Logró obtener dos Bates de Plata.

## Carrera
Carter jugó como profesional una temporada en Chicago Cubs (1983), después pasó por varios equipos, Cleveland Indians (1984-1989), San Diego Padres (1990), Toronto Blue Jays (1991-1997), Baltimore Orioles (1998), y finalmente, se unió a San Francisco Giants, donde jugó una temporada (1998), y fue el equipo en el que se retiró.

## Premios
Fue galardonado con el Bate de Plata en dos oportunidades (1991 y 1992).